# Inès Armand
Pour les articles homonymes, voir Armand.
Inès Armand ou Inessa Armand, née le 8 mai 1874 à Paris et morte le 24 septembre 1920 du choléra à Naltchik (Caucase), est une femme politique communiste d'origine française. Elle fut l'amie et probablement la maîtresse de Lénine.

## Biographie

### Origines et enfance
Inès Armand, née Élisabeth Pécheux d'Herbenville, est la fille du chanteur d'opéra Théodore Pécheux d'Herbenville (connu sous le nom de scène Théodore Stéphane),
et de Nathalie Wild, une comédienne
. Son père meurt alors qu'elle n'a que cinq ans. Une année plus tard, elle part pour Moscou avec sa tante Sophie qui est professeur de musique dans la famille de Ievgueni Yakovlevitch Armand, un très riche fabricant de textiles. L'ancêtre des Armand, officier dans l'armée de Napoléon, avait préféré s'établir à Moscou plutôt que de rentrer en France. Appelée Inès dans sa famille, elle devint vite Elizaveta Inessa Fedorovna Steffen. Chez les Armand, elle joue avec Alexandre (Alexandre Ievguenievitch Armand), le fils aîné, et Vladimir dit Volodia (Vladimir Ievguenievitch Armand), le cadet. Les Armand sont des libéraux, qui prônent des réformes, à l'inverse de la politique conservatrice du tsar. Inessa apprend quatre langues, joue du piano et s'habille chez les meilleurs couturiers. À 17 ans, elle obtient son diplôme d'institutrice.

### Mariage et vie sentimentale

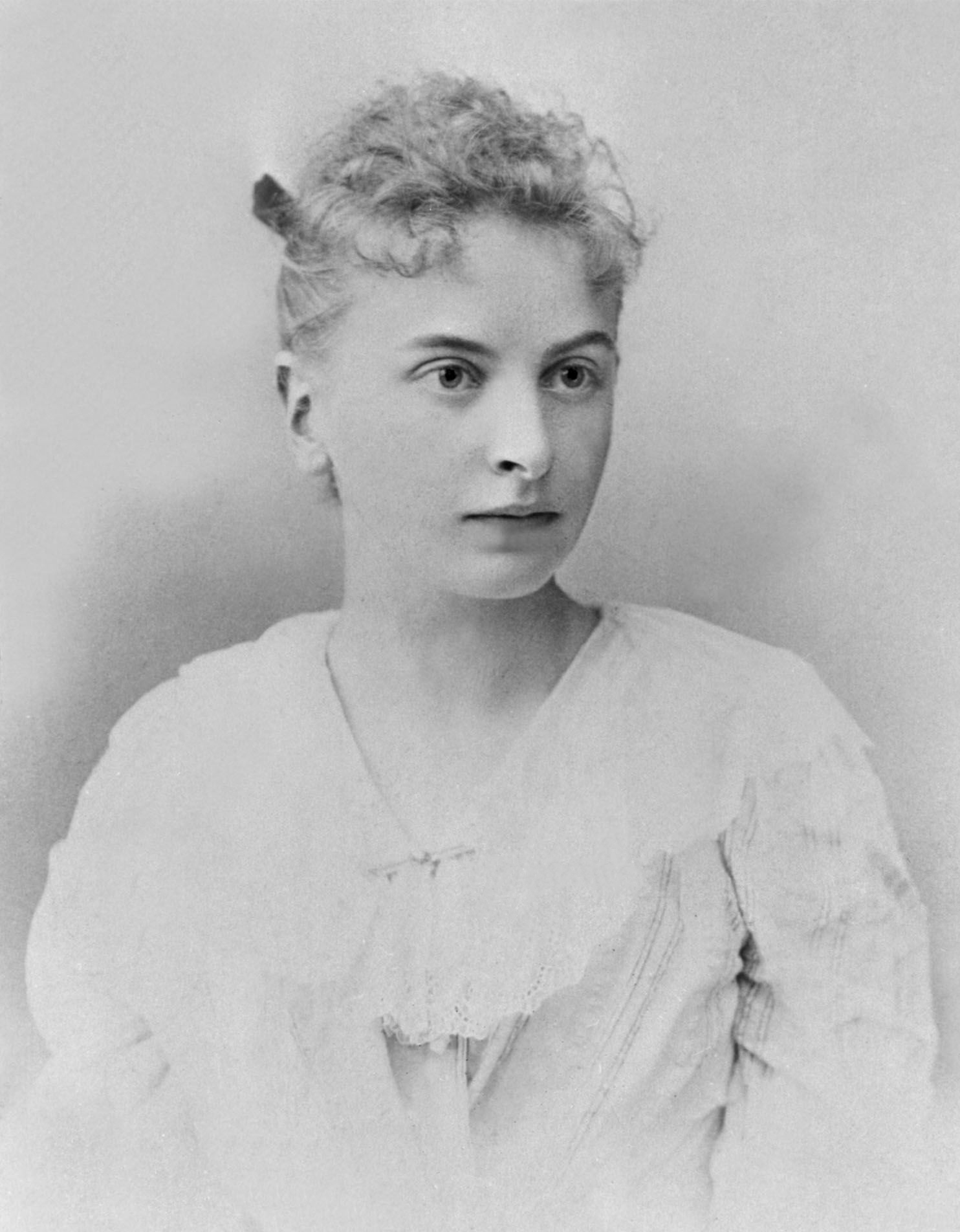
Inès Armand dans les années 1890.

Le 3 octobre 1893, elle se marie avec Alexandre Armand dont elle a quatre enfants : Alexandre (Sacha) (né en 1894) et Fiodor (né en 1896), et deux filles, Inna et Varvara. Elle mène alors un train de vie de grande bourgeoise, mais à l’instar des Armand, elle a la fibre sociale. À l’époque, les Armand vivent dans leur propriété à Eldiguino (ru), près de Pouchkino, non loin de Moscou. C’est là qu’Alexandre et Inès ouvrent une école pour les enfants des paysans dans laquelle elle enseigne. À Moscou, elle devient membre d’une association dont le but est l’amélioration de la condition des femmes ; elle en devient la présidente en 1900. Sa vie privée se complique au moment où elle tombe amoureuse, à vingt-six ans, de son beau-frère Vladimir (Volodia), de neuf ans son cadet, et quitte son mari pour vivre avec lui. Alexandre Armand accepte leur liaison, en confiant à sa femme qu’il ne l’abandonnerait jamais. Pour un temps, le nouveau couple s’installe à Naples. Leur fils Andreï naît en 1903 à Baugy-sur-Clarens, en Suisse, où Inès était déjà venue en 1899 pour y faire soigner son fils aîné. Elle reste une année sur la Riviera vaudoise, au-dessus de Montreux, avec Vladimir, Andreï et ses quatre autres enfants.

### Engagement politique

#### Années 1905-1909
Rentrée à Moscou, Inès Armand s'engage pour la cause bolchevique en imprimant et en distribuant la littérature la plus radicale. Rompant avec sa vie bourgeoise, Inès part à Stockholm (Suède) où elle étudie chez une féministe. Elle découvre ensuite les écrits de Lénine et adhère définitivement au marxisme. De retour à Moscou, devenue socialiste active au sein du Parti ouvrier social-démocrate de Russie, elle est emprisonnée à plusieurs reprises après son implication dans la révolution russe de 1905. Elle est à l'origine de la création de la section féminine du Comité central du parti bolchevique, qui travaille à élaborer une politique d'émancipation et de libération sexuelle.
Le 6 février 1905, après le dimanche rouge qui avait ouvert la première révolution russe en 1905, Inès Armand est arrêtée lors d'une rafle à Moscou. Les poursuites sont annulées le 3 juin 1905, mais Armand est désormais étroitement surveillée par la police. Le 18 octobre, les femmes sont admises à l'université de Moscou. Le 19 octobre, Inès Armand s'inscrit à la faculté de droit où elle suit des cours jusqu'en 1907.
Le 9 avril 1907, elle est arrêtée pour la deuxième fois et suspectée de conspiration contre l'union militaire russe des soldats et marins. Après quelques jours, elle est relâchée, puis, à nouveau, arrêtée, le 7 juillet 1907. Le 30 septembre 1907, Armand est jugée coupable et bannie pour deux ans, à Mezen, au nord d'Arkhangelsk. Elle y donne des cours de français pour survivre. Volodia la rejoint, mais, gravement malade de la tuberculose, il doit repartir pour se faire soigner en Suisse.
Le 22 novembre 1907, les ouvriers des usines Armand se mettent en grève et des troubles éclatent. Alexandre Armand est arrêté. Rapidement libéré, il part avec ses fils Alexandre et Fiodor en France.
Le 20 octobre 1908, Inès Armand s'enfuit de Mezen. Pendant quelque temps, elle vit illégalement à Moscou sous une fausse identité avant de s'installer à Saint-Pétersbourg. C'est dans cette ville qu'a lieu, en 1908, le premier congrès des femmes russes.
Volodia est au plus mal. En janvier 1909, Inessa passe illégalement par la Finlande pour le rejoindre à l'hôpital. Quelques jours plus tard, Volodia s'éteint dans ses bras. Il est enterré en Suisse.
C'est probablement à Paris, en 1909, qu'Inès Armand fait la connaissance de Vladimir Ilitch Oulianov, mieux connu sous le nom de Lénine, dont elle a lu les écrits. Le 6 octobre 1909, Inès Armand s'inscrit en sciences économiques à l'Université Nouvelle de Bruxelles. Dix mois plus tard, elle obtient son diplôme de droit.

#### Années 1910
Du 28 août au 3 septembre 1910, Inès Armand assiste, comme Lénine, au Congrès de l'internationale socialiste, à Copenhague (Danemark). Il a été précédé les 26 et 27 août par la deuxième conférence de l'Internationale socialiste des femmes, à laquelle elle a assisté. Au Congrès, ils croisent Karl Kautsky, Victor Adler, Jean Jaurès, Clara Zetkin, Rosa Luxemburg, Alexandra Kollontaï et Julius Martov. Ils restent ensuite dix jours ensemble[réf. souhaitée] pour visiter la ville.
À partir de l'automne 1910, Inès Armand vit à Paris. Elle a commencé les recherches pour sa thèse de doctorat qu'elle ne pourra finir puisqu'elle travaille désormais principalement pour le parti. Elle est la plus proche collaboratrice de Lénine. Il lui loue un appartement au no 2 de la rue Marie-Rose (XIVe arrondissement alors que lui, sa femme Nadejda Kroupskaïa et sa belle-mère résident au no 4 (il habitait auparavant le no 24 de la rue Beaunier, dans le même arrondissement). Elle lui écrit : « Tu m'as très fortement impressionné. J'avais une envie folle de m'approcher de toi, mais j'aurais préféré mourir sur-le-champ plutôt que d'ouvrir la porte conduisant à ton bureau. » Il est profondément amoureux d'elle, l'homme politique socialiste français, Charles Rappoport, déclarant que Lénine n'arrive pas à « détacher ses yeux mongols de la petite ». Ils se téléphonent plus qu'ils ne s'écrivent.
À Longjumeau, près de Paris, début 1911, Lénine a trouvé un local pour y installer le centre de formation du parti. Là vivent et travaillent Lénine, sa femme Nadejda Kroupskaïa, sa belle-mère, qui enseignera à l’École ouvrière, son fils Andreï et quelques élèves. Lénine, qui parle peu le français, a de plus en plus besoin de la camarade polyglotte. Parfois, Lénine et Inès Armand se retrouvent dans un café de la porte d'Orléans, où ils rencontrent également des sympathisants. Les nombreuses lettres qu'ils échangèrent parlent de thèmes révolutionnaires, mais aussi de leur liaison.

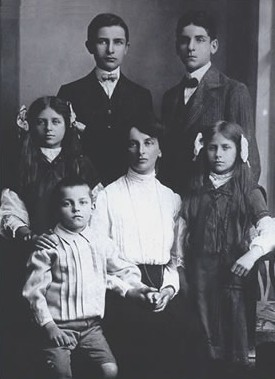
Inès Armand et ses cinq enfants à Bruxelles en 1909.

Début 1911, elle devient professeur d'économie politique dans l'école pour agents clandestins récemment fondée par Lénine, Zinoviev et Kamenev  à Longjumeau (Seine-et-Oise). Roman Malinovski, un agent double au service de la police du tsar Nicolas II (l'Okhrana) rédige un rapport où il indique : « Lénine est, chaque jour, assis au premier rang, afin de pouvoir la regarder ». Elle participe au mouvement de Zimmerwald.
Sa liaison secrète avec Lénine a été cachée pendant le reste de l'histoire de l'URSS pour ne pas froisser l'image de Lénine véhiculée par la propagande, celle d'un mari fidèle. Toutefois, ils forment avec Nadejda Kroupskaïa un ménage à trois qui semble leur convenir ; Armand et Kroupskaïa travaillent même ensemble à la création du magazine Rabotnitsa (« Ouvrière ») en mars 1914 (la guerre interrompt rapidement la publication) et, un an plus tard, à la « Conférence internationale des femmes » organisée à Berne. Toutefois, lorsque les écrits d'Armand sont trop audacieux (comme dans des écrits demandant l'amour libre pour les femmes), Lénine intervient pour qu'elle supprime cette revendication, qu'il considère comme bourgeoise.
La correspondance intime entre Armand et Lénine est conservée à l'Institut du marxisme-léninisme, à Moscou.

#### Révolution russe
En avril 1917, elle revient avec Lénine et Kroupskaïa en Russie dans le « wagon plombé ». Après la révolution russe, elle s'engage en faveur des revendications féminines, entre autres comme membre du Comité du parti, du Comité exécutif et du Jenotdel (créé avec Alexandra Kollontaï) du Comité central, qu'elle préside de 1919 à sa mort. Néanmoins, les nouvelles responsabilités de Lénine les éloignent, et il ne s'enquiert qu'un peu tard de la santé défaillante d'Inès.
Féministe, adversaire du mariage, elle et l'épouse officielle (devenue adjointe du Commissaire du peuple à l’instruction) obtiennent la légalisation de l’avortement, une procédure de divorce simplifiée et l'instauration du vote des femmes.

### Décès
Inès Armand est malade depuis longtemps. Elle écrit dans son journal, à la date du 10 septembre 1920 : « Mon cœur est comme mort. Je suis un cadavre vivant. » Elle a besoin de se faire soigner, mais Lénine lui déconseille de rentrer en France et l'oriente donc vers un établissement situé dans le Caucase. Elle meurt le 24 septembre 1920, quatre ans avant Lénine. Le télégramme qui apprend à ce dernier sa mort est rédigé ainsi : « Il n'a pas été possible de sauver Inès du choléra dont elle souffrait. Stop. » À cause de la guerre civile, son corps n'est rapatrié que le 12 octobre à Moscou, en train, jusqu'à la gare de Kazan.
Les funérailles sont de véritables obsèques nationales, où l'orchestre du Bolchoï interprète la Marche funèbre de Chopin, puis L'Internationale, alors que devant le bâtiment sont alignés soixante voitures-automitrailleuses. Inès Armand est enterrée dans la nécropole du mur du Kremlin. Lénine déposa une gerbe de lys blancs sur sa tombe.
Alexandra Kollontaï écrit, à propos de Lénine : « Il n'était jamais parvenu à surmonter la mort d'Inès. »

#### Ouvrages
- Jean Fréville, Une grande figure de la Révolution russe : Inessa Armand, Éditions sociales, 1957, 187 p.
- Georges Bardawil, Inès Armand : biographie, Paris, Lattès, 1993,  (ISBN 2-7096-1057-4).
- (de) Pawel Podljaschuk, Inessa : ein dokumentarischer Bericht über das Leben der Inès Armand; Berlin, Dietz, 1987  (ISBN 3-320-00900-1).

#### Presse
- Alain Campiotti, « Inès et Vladimir », in Le Temps (Lausanne), 4 janvier 2011.

### Films biographiques
- Lénine à Paris de Sergueï Youtkevitch avec Claude Jade dans le rôle d'Inessa Armand
- Un train pour Petrograd de Damiano Damiani avec Dominique Sanda dans le rôle d'Inessa Armand
- All My Lenins (en) d'Hardi Volmer (en) avec Janne Sevchenko dans le rôle d'Inessa Armand